# Gliese 15 Ab
Gliese 15 Ab is een in augustus 2014 ontdekte exoplaneet die om de rode dwergster Gliese 15 A (Groombridge 34) draait, op ongeveer 11,6 lichtjaar van de aarde verwijderd. Gliese 15 Ab heeft een afstand van 0,0717 ± 0,0034 AU tot zijn ster en ligt daarmee dichterbij dan de geschatte bewoonbare zone van die ster (0,150 tot 0,293 AU).
De planeet heeft 5,35 ± 0,75 keer de massa van de aarde; de omlooptijd bedraagt 11,4433 ± 0,0016 dagen, op 0,0717 ± 0,0034 AU afstand.
De ster Gliese 15 A vormt een dubbelster met Gliese 15 B.